# Sylvia Hansmann
Sylvia Hansmann (* 1962 in München) ist eine deutsche freischaffende Künstlerin. Sie arbeitet multimedial.

## Biografie
Hansmann studierte von 1982 bis 1987 an der Kunstakademie Paris (École nationale supérieure des beaux-arts de Paris). Von 1990 bis Ende 1998 wohnte sie in Lille. Seit Anfang 1999 lebt und arbeitet sie in München und Montpellier. Sylvia Hansmann hat eine Tochter (* 1987) und einen Sohn (* 1998).

## Positionen
Sylvia Hansmann arbeitet mit künstlerischen Installationen sowie mit plastischen Fotografien. Sie konzentriert ihre Arbeit auf die Interaktionen zwischen Menschen und Umwelt, der Einfluss dieser auf jene und umgekehrt – eine Arbeit in ständiger Entwicklung, eine Evolution, die wir um uns in unserer Umgebung wiederfinden. Die Suchbewegungn der Künstlerin, über und mit ihrer Umgebung – beweglich, sichtbar, alltäglich oder nicht –, hat sie zu vielen Projekten geführt.
Im Jahr 1999 hat Sylvia Hansmann hierfür den Begriff Kunst in Symbiose formuliert. Sie prägte diesen Ausdruck für ihre Projekte, die sie in Zusammenarbeit mit anderen Menschen und in speziellen Situationen – sowohl nah als auch weltweit – verwirklicht. Ihre Projekte widmen sich den Möglichkeiten einer Zusammenarbeit zwischen den Menschen sowie dem Zusammenwirken zwischen Mensch und Natur. Hansmann definiert Kunst in Symbiose als eine Form des Dialoges zwischen Menschen untereinander und der Umwelt.
Ein Beispiel für die Idee von Kunst in Symbiose ist das Projekt The Skin Of Coloured Light, das mit Schülern des College Clemence Royer in Montpellier realisiert wurde.

## Zitat
„Es steht nicht die Idee des Werkes im Vordergrund, sondern es werden Situationen hergestellt, in denen die Werke involviert sind.“

## Ausstellungen (Auswahl)
- Mai 1989: Le Vent – Ausstellung in der Galerie du Centre Culturel Voutes du Port, Royan.
- Juni 1990: HLM – Ausstellung im Centre Culturel Jacques Tati[1] in Amiens.
- Dezember 1993: Isarlandschaft. Ausstellung im Kunsthistorischen Institut der Rheinischen Friedrich-Wilhelms-Universität Bonn.
- 1999: Ausstellung von Projekten für Kunst am Bau und von Fotografien in der Münchner Artothek –, organisiert vom Kulturreferat der Landeshauptstadt München.
- 2001: Die erste Phase von La Balle Rouge wurde in der Galerie Schüppenhauer in Köln präsentiert: Es waren Fotos des roten Balls in China, Australien, Frankreich und Deutschland.
- 2003: Die zweite Phase von La Balle Rouge wurde unter dem Titel Les soleils et le grand E im Fruc in Montpellier ausgestellt.
- Februar 2010: Le Jardinage Photographique und La Pelle c'est tout un Art[2] – Ausstellung im College François d'Assise, Montpellier.
- 2011: Breathing ist der Titel der Ausstellung einer Installation im Puchheimer Kulturcentrum, Puchheim.[3]
- Februar 2015: Chasseurs de Couleurs. Sylvia Hansmann präsentierte als Künstlerin 1% artistique[4] eine Fotoarbeit (84 m lang und 1,5 m breit) auf den Fenstern der Mittelschule in Gallargues-le-Montueux.
- März 2018: Paysages Aigus. Installation im Hôpitaux du Bassin de Thau, Sète, – gemeinsam mit einer Ausstellung von Werken der Teilnehmer des klinikeigenen Ateliers für Kunsttherapie.[5]
- Mai 2019: Passi Passian Keussa! Teilnahme an einer Vernissage des Psychoanalytikers und Kunsttherapeutens Franck Saintrapt im Hôpitaux du Bassin de Thau, Sète.

## Projekte (Auswahl)
- Seit 1995: La Balle Rouge. Anlässlich einer Reise in die Volksrepublik China und nach Australien beginnt Sylvia Hansmann das Projekt La Balle Rouge, das sie über Jahre weiterführen wird. Das Projekt ist begründet durch die Vielfalt auf unserem Erdball, durch die wechselseitigen Abhängigkeiten und ein gemeinsames Unterbewusstsein der Menschen.
- Juni 1997: La Tente. Präsentation des Projektes Stadtentwicklung, das mit Kindern aus dem Quartier Wazemmes der Stadt Lille durchgeführt wurde.
- 2003: Hansmann realisierte das Projekt der roten runden Form 50 Soleils à la Biennale di Venezia, und sie eröffnet zusammen mit Stephan Barron das Projekt Le Fruc. Entworfen von dem Architekten Jean-Pierre Campredon ist es ein von Form und Materialien ökologisch gebauter Wohnort, Garten, Atelier und Ausstellungsort. Im Zentrum von Montpellier gelegen, ist es ein Ort für moderne Kunst –, hier werden internationale Künstler präsentiert.
- März 2011: Flipp books et autres mouvement. Gemeinsames Projekt mit Schülern des Collège Saint-François d'Assise, Montpellier, gefördert vom französischen Ministerium für Kultur und Kommunikation.